# Amt Annaburg

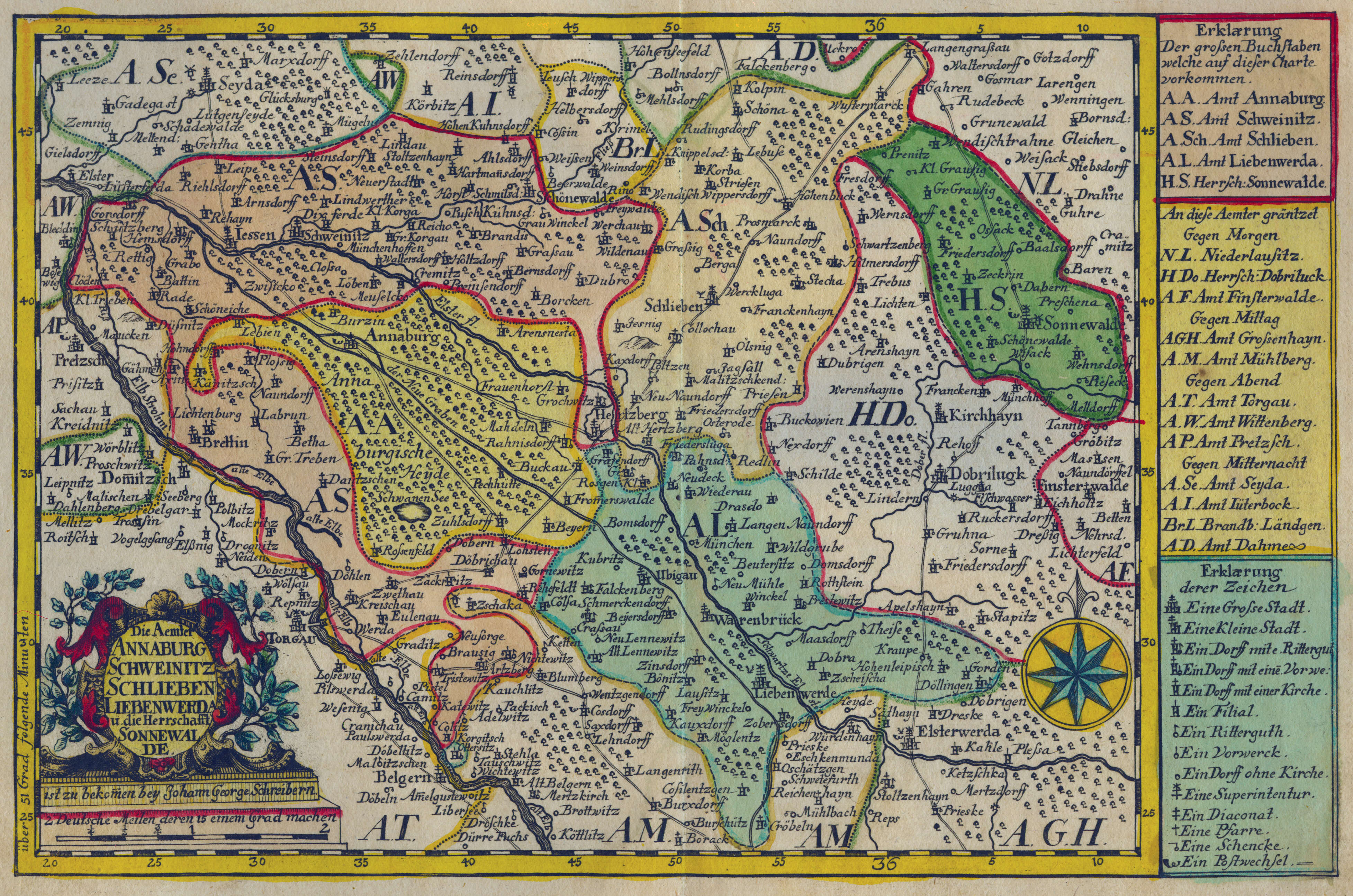
Amt Annaburg nach Schreiber

Das Amt Annaburg war eine Verwaltungseinheit des 1806 in ein Königreich umgewandelten Kurfürstentums Sachsen und war dem Kurkreis angegliedert.

Das Amt Torgau, Karte von Peter Schenk

Bis zur Abtretung an Preußen 1815 bildete es als sächsisches Amt den räumlichen Bezugspunkt für die Einforderung landesherrlicher Abgaben und Frondienste, für Polizei, Rechtsprechung und Heeresfolge.

## Geographische Ausdehnung
Den zentralen Teil des Amts Annaburg nahm die Annaburger Heide ein. Während sich der Amtssitz Annaburg im Nordwesten des Amts befand, lagen die meisten zum Amt gehörigen Orte am Ostrand bzw. am Südwestrand des Amtsgebiets. Die Schwarze Elster tangierte das Territorium im Nordosten. Im Südwesten bildete die Elbe die Grenze des Amts.
Der größte Teil des Amtsgebiets mit der Stadt Annaburg und der Annaburger Heide liegt heute im Land Sachsen-Anhalt. Der östliche Rand mit den Amtsdörfern gehört heute zum Land Brandenburg. Die Orte am südlichen Rand an der Elbe nördlich von Torgau befinden sich heute im Freistaat Sachsen (Umgebung von Rosenfeld und Döhlen).

## Angrenzende Verwaltungseinheiten
Das Amt Annaburg grenzte östlich an die Ämter Liebenwerda und Schweinitz, südlich an die Ämter Mühlberg, Schweinitz und Torgau, westlich und nördlich war es fast vollständig vom Amt Schweinitz umgeben, lediglich bei Döhlen grenzte ein kleiner Teil an das Amt Torgau.
|                | Amt Schweinitz                              | Amt Schlieben                     |
| Amt Schweinitz | Kompassrose, die auf Nachbargemeinden zeigt | Amt Schweinitz (Exklave Herzberg) |
| Amt Torgau     | Amt Schweinitz (Exklaven)                   | Amt Liebenwerda                   |

## Geschichte

### Das Amt Lochau
Das Amt Lochau war ein Teil des askanischen Herzogtums Sachsen-Wittenberg und gelangte 1423 mit diesem an die Wettiner. Hier wurde es ein Teil des Kurkreises, dessen Sitz Wittenberg war.
Nach der Leipziger Teilung 1485 gehörte das Amt wie das gesamte Herzogtum Sachsen-Wittenberg zur ernestinischen Linie der Wettiner. Seit der Niederlage der Ernestiner im Schmalkaldischen Krieg im Jahr 1547 (Wittenberger Kapitulation) war es im Besitz der Albertiner.
Auf Befehl des Kurfürsten Moritz von Sachsen wurde 1550 erstmals ein Erbbuch des Amtes Lochau angelegt. 

### Das Amt Annaburg
Der Name des Amtes Annaburg lautete bis 1572 Amt Lochau. Erst nachdem der Ort Lochau beim Neubau des Jagdschlosses nach Anna von Dänemark und Norwegen (1532–1585), der Ehefrau des Kurfürsten August von Sachsen, in Annaburg umbenannt wurde, erfolgte 1573 auch die Umbenennung des Amtes.
Annaburg war bis zur Übernahme durch das Königreich Preußen Sitz einer Oberforst- und Wildmeisterei, die die Ämter Annaburg, Schlieben, Schweinitz und Seyda sowie ab 1796 auch die Ämter Dahme und Jüterbog des Fürstentums Querfurt in Forst- und Jagdangelegenheiten betreute.
In Folge der Niederlage des Königreichs Sachsen wurden auf dem Wiener Kongress im Jahr 1815 Gebietsabtretungen an das Königreich Preußen beschlossen, was u. a. den gesamten Kurkreis mit seinen Ämtern betraf. Das Amt Annaburg wurde folgendermaßen auf die neu gebildeten Kreise der preußischen Provinz Sachsen aufgeteilt: die Stadt Annaburg mit der Annaburger Heide und den südwestlichen Orten an der Elbe wurden dem Kreis Torgau angegliedert. Die Orte im Osten des Amts kamen an den Kreis Schweinitz.

## Bestandteile

### Städte
- Annaburg (bis 1572 Lochau)

### Amtsdörfer
- Arnsnesta
- Beyern
- Buckau (bis 1680)
- Döbrichau (bis 1660)
- Fermerswalde (im 16. Jh. nur ein Vorwerk)
- Frauenhorst
- Kähnitzsch (ein geringer Teil der Einwohner unterstand dem Amt Schweinitz)
- Lebien (ein geringer Teil der Einwohner unterstand dem Amt Schweinitz)
- Löhsten (bis 1659, danach Amt Schweinitz)
- Mahdel
- Neubläsern
- Purzien
- Rahnisdorf (bis 1680)
- Rosenfeld
- Züllsdorf

### Rittergüter
- Rahnisdorf mit Buckau

### Vorwerke
- Annaburg
- Döhlen (de facto jedoch zum Amt Prettin)

### Andere
- einige Einwohner in verschiedenen Orten der Ämter Schweinitz und Liebenwerda
- einige Einwohner im Dorf Zeckritz (Amt Torgau)
- der Walddistrikt Zschernick

## Wassermühlen im Amt
- Annaburg am Neugraben
- Elstermühle Arnsnesta
- Gerbismühle am Neugraben
- Elstermühle Grochwitz (der Ort lag jedoch im Amt Schweinitz) an den Schwarzen Elster
- Elstermühle Löben (der Ort lag jedoch im Amt Schweinitz) an den Schwarzen Elster
- Heidemühle Zschernick

## Windmühlen im Amt
- Beyern
- Döbrichau
- Rahnisdorf
- Rosenfeld
- Züllsdorf

## Amtshauptmänner und Amtmänner
- Albrecht Christian von Kromsdorf (1626–1684)
- Christian Ernst von Kanne (1617–1677)
- Christian Heinrich Wießner (* 1703; † 1767)